# Live! - Ascolti record al primo colpo
Live! - Ascolti record al primo colpo (Live!) è un film del 2007 scritto e diretto da Bill Guttentag, con Eva Mendes e David Krumholtz.
Il film è incentrato sulla dirigente di una rete, Katy (Eva Mendes), che lancia e produce uno show TV molto controverso nel quale i concorrenti giocano alla roulette russa per soldi.
Il film è stato distribuito nell'aprile 2007 al Tribeca Film Festival; in Italia invece dalla Moviemax il 6 marzo 2009.

## Trama
Katy è la responsabile dei programmi presso l'emittente televisiva ABN. Stanca dei soliti format proposti dai suoi sceneggiatori, decide di creare un nuovo programma: Live!. Questo reality show si ispira al noto gioco della roulette russa, di cui riprende, adattandoli al mondo televisivo, tutti gli aspetti principali; in particolare, i protagonisti sono chiamati a rischiare la propria vita per guadagnare il premio di 5.000.000 di dollari per quei cinque che sopravviveranno.
La prima puntata è, come previsto, un grande successo, ma la morte di uno dei giocatori riporta improvvisamente Katy alla realtà, mentre, al contrario, intorno a lei il mondo dello spettacolo continua la sua farsa, come inconsapevole del dramma accaduto.
Dopo la prima puntata, un uomo che aspettava Katy tra i giornalisti le spara e la uccide. Ad un anno dalla morte di Katy, viene realizzata una puntata di Live! in suo onore.

## Cast
- Eva Mendes in Katy: ambiziosa presidente della programmazione della rete TV ABN che tenta di produrre lo show Live!
- David Krumholtz in Rex: un produttore di documentari che sta girando un documentario su Katy.
- Eric Lively in Brad: uno studente del college sul punto di laurearsi che diventa un concorrente nella speranza di assecondare la sua ambizione per gli sport estremi e l'arrampicata. Sarà lui a morire nel gioco della roulette russa.
- Jeffrey Dean Morgan in Rick: marito e padre, che diventa un concorrente nel tentativo di salvare la fattoria di famiglia.
- Katie Cassidy in Jewel: un'aspirante attrice che diventa una concorrente per lanciare la sua carriera.
- Rob Brown in Byron: un aspirante romanziere che diventa un concorrente nella speranza di acquisire un'ispirazione da questa esperienza.
- Jay Hernandez in Pablo: un immigrato messicano omosessuale che diventa un concorrente per mantenere se stesso e la madre.
- Monet Mazur in Abalone: una ex-supermodella, ora artista d'avanguardia e promotrice dell'emancipazione femminile, che decide di partecipare per dar prova del coraggio delle donne.
- Andre Braugher in Don: avvocato della ABN che inizialmente si scontra con Katy, salvo poi assecondare le sue richieste.

## Curiosità
- 50 Cent compare in un cameo del film.